# Август Айхорн
Август Айхорн (на немски: August Aichhorn) е австрийски педагог и психоаналитик, родом от Виена. Отначало е учител в начално училище във Виена и през 1918 г. след Първата световна война е отговорен за създаването на образователни центрове за проблемите на младежта в Долна Австрия. Неговият успех в това начинание го води до насърчение от страна на Анна Фройд да се запише в психоаналитичното обучение във Виенския психоаналитичен институт през 1922. По време на Втората световна война Айхорн с легални маневри отваря отново Виенското психоаналитично общество, което по-късно е преименувано на August Aichhorn Gesellschaft.
Август Айхорн се смята за основател на психоаналитичното обучение. Той е запомнен с работата си с непълнолетни престъпници и непривилегировани младежи. Той вярва, че наложената дисциплина и потискане, които се практикуват в традиционните изправителни училища, носят малко позитивни резултати. Айхорн е познат с таланта си за интуитивно справяне с антисоциалната природа на проблемните юноши и със своя неортодоксален подход в справянето с агресивните тенденции. Айхорн е поддръжник на идеята, че има разлика между манифестирана и латентна престъпност, и вярва, че спряното развитие на младите е предвестник на антисоциално поведение. Също така вярва, че тази ситуация е причинена от смущение в ранните взаимоотношения между родители и деца.
Сред най-известните работи на Айхорн е Verwahrloste Jungend („Своенравната младост“) от 1925 г., която все още се разглежда като приложим ресурс.

## Писания
- Verwahrloste Jugend: Die Psychoanalyse in d. Fürsorgeerziehung; 10 Vorträge zur ersten Einführung (preface by Sigmund Freud), Wien: Internationaler Psychoanalytischer Verlag, 1925, last edition: 11th ed. Bern: Huber, 2005, ISBN 3-456-84260-0 – engl. Wayward Youth, New York: Viking Press, 1935, also: Northwestern University Press, Reprint 1984 (also translated into french and spanish)
- Erziehungsberatung und Erziehungshilfe: 12 Vorträge über psychoanalytische Pädagogik. Aus d. Nachlass August Aichhorns, Bern: Huber, 1959, Paperback Edition: Reinbek (near Hamburg): Rowohlt, 1972
- Psychoanalyse und Erziehungsberatung, Frankfurt (am Main): Fischer-Taschenbuch-Verlag, 1974

### Второстепенна литература
На английски език
- Kurt R. Eissler (ed.): Searchlights on Delinquency. New Psychoanalytic Studies. Dedicated to Professor August Aichhorn, on the Occasion of his Seventieth Birthday, 27 юли 1948. New York.

Приноси: Ърнест Джоунс, Курт Айслер, Пол Федерн, Хайнрих Менг, Оскар Пфистер, Лаурета Бенда, Джоудеф Крамър, Ката Леви, Маргарет Малер, Ернст Симел, Едита Стерба, С. А. Шурек, Джон Дорси, Вили Хофер, Хайман Липман, Кларънс Оберндорф, Мелита Шмидеберг, Ана Фройд, Кейт Фрийдлендър, Маргарет Фрийс, Аделайда Джонсън, Жан Лампл-де-Гроот, Фриц Вителс, Моше Улф, Пол Бергман, Дороти Бърлингам, Рут Айслер, Мартин Гротян, Фриц Редъл, Грегори Зилбоорг, Едит Якобсон, Пол Рейвалд, Ханс Цулигер, Дороти Арчибалд, G. Bose, Едуард Глоувър, Нели Тибоут.
- Paul Kramer: In Memoriam August Aichhorn in: Psychoanalytic Quarterly, 1949
- Ernst Federn: The therapeutic personality, as illustrated by Paul Federn and August Aichhorn in: Psychoanalytic Quarterly, Vol 36.1962
- Edith Buxbaum, Three great Psychoanalytic Educators (Bernfeld, Aichhorn, A. Freud) in. The Reiss Davis Clinic Bulletin, Vol. 3, No. 1. Los Angeles.1966
- Georg Mohr, August Aichhorn. Friend of the Wayward Youth In: Alexander, F., Eisenstein, S., Grotjahn, M. (Ed.): Psychoanalytic Pioneers, New York, 1966
- Paul Kramer, Introduction in: August Aichhorn: Delinquency and Child Guidance, New York, 1967
- JE. Schowalter: Aichhorn revisited in: The Psychoanalytic Study of the Child. 2000;55:49 – 60.

На немски език
- Thomas Aichhorn: Wer war August Aichhorn. Briefe, Dokumente, Unveröffentlichte Arbeiten. Löcker & Wögenstein, Wien 1976.
- Thomas Aichhorn (Hrsg.): Zur Geschichte der Wiener Psychoanalytischen Vereinigung. Band 1: 1938 – 1949. Edition Diskord, Tübingen 2003.
- Ernst Federn: „Die therapeutische Persönlichkeit, erläutert am Beispiel von Paul Federn und August Aichhorn“. In: Ders.: Ein Leben mit der Psychoanalyse. Von Wien über Buchenwald und die USA zurück nach Wien. Psychosozial-Verlag, Wien 1999, ISBN 3-932133-86-2.
- Roland Kaufhold: „Zur Geschichte und Aktualität der Psychoanalytischen Pädagogik: Fragen an Rudolf Ekstein und Ernst Federn“. In: Roland Kaufhold (Hrsg.): Pioniere der Psychoanalytischen Pädagogik: Bruno Bettelheim, Rudolf Ekstein, Ernst Federn und Siegfried Bernfeld. Psychosozial-Verl., Gießen 1993, ISBN 3-930096-23-4 (=psychosozial 53, Jg. 16, Heft 1), S. 9 – 19.
- Roland Kaufhold: „Spurensuche zur Geschichte der die USA emigrierten Wiener Psychoanalytischen Pädagogen“ In: Thomas Aichhorn (Hrsg.): Zur Geschichte der Wiener Psychoanalytischen Vereinigung. Band 1: 1938 – 1949. Edition Diskord, Tübingen 2003, S. 37 – 69.
- Achim Perner, Der Beitrag August Aichhorns zur Technik der Psychoanalyse in: Luzifer Amor – Heft 36, Zur Geschichte der psychoanalytischen Technik